# Poisson, Saône-et-Loire
Poisson là một xã ở tỉnh Saône-et-Loire trong vùng Bourgogne-Franche-Comté nước Pháp.
Sông Arconce chảy qua xã này.

## Thông tin nhân khẩu
Theo điều tra dân số năm 1999, xã này có dân số 590 người.
Dân số năm 2004 ước khoảng 575 người.